# 沙梨頭
沙梨頭（葡萄牙語：Patane），澳門一地區名，位於澳門半島西北部、林茂塘以南，白鴿巢公園以北一帶。最初指的是白鴿巢公園所在山丘，因山形或水岸大石形似沙梨而得名。另有一說指頭原是「兜」，是疍家人對海灣的稱呼。 沙梨頭又以美女出生地而見稱。

## 歷史
沙梨頭作為聚落，根據耆英一本奏摺記載：沙梨頭等村居民，「均係世守祖業，並不輸納夷租，相傳三百餘年，由來已久」。亦即至少自明以來已經有人聚居於此。
至於村名見諸文獻，則首見於雍正九年編成的《廣東通誌》卷三澳門圖，而雍正十年廣東總督鄂彌達覆奏中也已提到沙梨頭。
而沙梨頭的葡文名Patane，根據金國平考證，可能源于暹羅的北大年。另外葡國人1624年在沙梨頭附近的山坡上曾修建炮台，至1640年明政府下令拆除。

### 交通
清乾隆時期沙梨頭有碼頭，可乘船至石岐。道光《香山縣誌》西環圖中，沙梨頭更建有「稅館碼頭」。另外乾隆《澳門記略》附圖中，已標出「沙梨頭門」，在今沙梨頭的麻子街、石街附近。到道光時，沙梨頭、水坑尾、小三巴三道城門已經堵塞，以阻止華人隨意入城。不久沙梨頭門經擴建重新開通，稱為「新開門」，但使用時間不長，又被堵塞。

## 街道
同治二年（1863年）澳葡當局越過城牆，佔去沙梨頭、新橋、沙崗等地，並開始填築海灘，擴建形成沙梨頭海邊街。後來的林茂塘，就是在沙梨頭海邊街旁邊建成的。
至1869年已有沙梨頭街、沙梨頭石級、沙梨頭斜巷等街巷。1999年回歸前，又建成沙梨頭新街、沙梨頭南、北街。2003年《澳門特別行政區街道》又有沙梨頭海邊大馬路。

## 重要地點
- 沙梨頭街市
- 沙梨頭圖書館
- 沙梨頭更館
- 沙梨頭土地廟
- 工羨行會館
- 沙梨頭浸信會
- 造船子弟學校
- 沙梨頭坊眾學校
- 沙梨頭浸信學校